# بایه د بالدلوسیو
بایه د بالدلوسیو (به اسپانیایی: Valle de Valdelucio) یک شهرستان در اسپانیا است که در استان بورگس واقع شده‌است.

## خصوصیات
بایه د بالدلوسیو ۹۵ کیلومترمربع مساحت و ۳۵۰ نفر جمعیت دارد.